# Return to the Batcave: The Misadventures of Adam and Burt
Return to the Batcave: The Misadventures of Adam and Burt is een Amerikaanse televisiefilm uit 2003. De film draait om de acteurs van de Batman televisieserie uit de jaren 60. De originele sterren van die serie, Adam West en Burt Ward, speelden zichzelf in de film.

## Verhaal
Adam West en Burt Ward krijgen te horen dat de Batmobile uit hun televisieserie gestolen is. Ze gaan meteen op zoek naar het gestolen voertuig. Onderweg moeten ze zich specifieke gebeurtenissen uit de tijd dat de serie werd opgenomen zien te herinneren, daar deze gebeurtenissen cruciale aanwijzingen bevatten. De criminelen blijken uiteindelijk twee andere acteurs uit de serie te zijn: Frank Gorshin en Julie Newmar, die in de serie de rollen van Riddler en Catwoman vertolkten.

## Rolverdeling
| Acteur         | Personage                   | Opmerkingen       |
| -------------- | --------------------------- | ----------------- |
| Adam West      | zichzelf                    |                   |
| Burt Ward      | zichzelf                    |                   |
| Jack Brewer    | jonge Adam West/Batman      | flashback scènes  |
| Jason Marsden  | jonge Burt Ward/Robin       | flashback scènes. |
| Layle Waggoner | zichzelf/ verteller         |                   |
| Frank Gorshin  | Zichzelf                    |                   |
| Julie Newmar   | zichzelf, bareigenaresse    |                   |
| Brett Rickaby  | jonge Frank Gorshin/Riddler | Flashbacks.       |
| Julia Rose     | jonge Julie Newmar/Catwoman | Flashbacks.       |

## Achtergrond
Naast West en Ward kwamen ook een groot aantal andere acteurs uit de serie voor in de film, waaronder ook Lee Meriwether, die Catwoman speelde in de Batman bioscoopfilm. Meriwether verscheen echter niet als zichzelf, maar als een serveerster.
Een van de nog levende acteurs die niet meedeed in de film was Yvonne Craig, die Batgirl speelde in het derde seizoen van de serie. Bij een fanbeurs vertelde ze dat ze de rol weigerde omdat het script haar niet aanstond.
Vanwege problemen met de rechten op de originele serie kon voor deze film alleen beeldmateriaal uit de Batman-film uit 1966 worden gebruikt. Om deze reden is van Catwoman in de flashbacks alleen de versie gespeeld door Lee Meriwether te zien. Voor de andere flashback scènes werd nieuw beeldmateriaal gefilmd met andere acteurs die jonge versies van West, Ward, Gorshin en Newmar speelden.
Betty White en Lyle Waggoner, die oorspronkelijk auditie deden voor de rol van Batman, hebben cameo’s in de film.